# مطرانية اللاذقية وتوابعها للروم الأرثوذكس
مطرانية الروم الأرثوذكس تقع في حي القلعة مدينة اللاذقية في سوريا.

## التاريخ
لا يعلم تاريخ بنائها على وجه الدقة. لكن يرجح أن يعود إلى الفترة الفرنجية، ويقدر عمرها بحوالي 800 سنة تقريباً.

## وصف معماري
تتألف المطرانية من عدة غرف ذات زوايا غير منتظمة، مسقوفة بعقود متصالبة ومبنية بالحجر الرملي ذو القطع الصغير. لها مدخلان: الأول يؤدي إلى البهو الرئيسي والآخر خارجي يؤدي إلى الحديقة. تم ترميمها حديثاً.